# فايف فينجر ديث بانش (فرقة موسيقية)
فايف فينجر ديث بانش (بالإنجليزية: Five Finger Death Punch)‏هي فرقة أمريكية لموسيقى الهيفي ميتال تشكلت في مدينة لاس فيغاس يولاية نيفادا الأمريكية في عام 2005، وجاء اسم الفرقة من عناوين أفلام الكونغ فو.
تكونت الفرقة في الأصل من المغني إيفان مودي، وعازف الغيتار الإيقاعي زولتان باثوري، وعازف الغيتار الرئيسي كاليب أندرو بينغهام، وعازف الغيتار مات سنيل، وعازف الطبل جيريمي سبنسر، ثم استبدل كاليب بينغهام بعازف الغيتار داريل روبرتس في عام 2006، والذي استبدل بدوره بعد ذلك بجيسون هوك في عام 2009. ترك مات سنيل الفرقة في عام 2010 وحل محله كريس كايل في عام 2011، ثم ترك سبنسر الفرقة في عام 2018 وحل محله تشارلي إنغن مما جعل عازف الغيتار الإيقاعي زولتان باثوري هو العضو المؤسس الوحيد المتبقي للفرقة. أصبح عازف الجيتار البريطاني آندي جيمس هو عازف الجيتار الرئيسي للفرقة في أكتوبر 2020 ليحل محل جيسون هوك.
صدر ألبوم فرقة فايف فينجر ديث بانش الأول بعنوان «'طريق القبضة» في عام 2007 وحقق نجاحًا سريعًا وبيع منه ما يزيد عن 500000 نسخة في الولايات المتحدة الأمريكية. ازدادت شعبية الفرقة بعد إصدار ألبومها الثاني في عام 2009 «الرد هو الحرب»، حيث بيع منه ما يزيد عن 1,000,000 نسخة، كما حصل على الدرع البلاتيني من جمعية صناعة التسجيلات الأمريكية. ثم صدر الألبوم الثالث للفرقة بعنوان «رأسمالي أمريكي» في 11 أكتوبر 2011، وحصل على الدرع البلاتيني أيضًا. كانت الألبومات الأربعة التالية هي: «الجانب الخاطئ من الجنة والجانب الصالح من الجحيم - المجلد الأول» في عام 2013، و""الجانب الخاطئ من الجنة والجانب الصالح من الجحيم - المجلد الثاني«في عام 2013، و» يو جوت 6«في عام 2015، والعدالة للا أحد» في عام 2015، وحصلت جميعها على دروع بلاتينية وذهبية مما يجعل فرقة فايف فينجر ديث بانش واحدة من أنجح فرق الهيفي ميتال في عقد 2000. قدمت الفرقة مهرجانات موسيقية دولية كان من بينها مهرجان مايهم في أعوام 2008، و2010، و2013، ومهرجان داونلود في أعوام 2009، و2010، و2013، و2015 و2017. وأصدرت الفرقة ألبومها الثامن بعنوان «إف إيت» في عام 2020.
حصلت فرقة فايف فينجر ديث بانش على جوائز راديو كونتراباند لفرق موسيقى الروك في أعوام 2011، و2012، و2013، و2014. كما تم تكريمهم وحصلوا على جائزة راديو كونترابراند لموسيقى الروك عن ألبوم «رأسمالي أمريكي» وحصلت أغنية كومنج داون على لقب أغنية العام في عام 2012، وحصل فيديو كليب أغنية الجانب الخاطئ من الجن على لقب فيديو العام في عام 2014.
أصدرت فرقة فايف فينجر ديث بانش حتى الآن ثمانية ألبومات استوديو، وألبوم واحد مباشر، وألبومين تجميع، و32 أغنية فردية.

## التاريخ

### بين عامي 2005-2009
تأسست فرقة فايف فينجر ديث بانش في عام 2005 على يد عازف الجيتار زولتان باثوري، وعازف الدرامز جيريمي سبنسر، واستوحى زولتان اسم الفرقة من سينما فنون القتال الكلاسيكية. انضم باسست مات سنيل إلى الفرقة في أوائل عام 2006. في واتصل باثوري في وقت لاحق من نفس العام بمغني فرقة موتوغريتر السابق إيفان مودي، وأرسل له بعض المواد التي سجلتها الفرقة وطلب منه إجراء الاختبار ليصبح مغني الفرقة. طار مودي من منزله في مدينة دنفر بولاية كولورادو إلى لوس أنغلوس وسرعان ما بدأ في تسجيل الأغاني مع الفرقة.

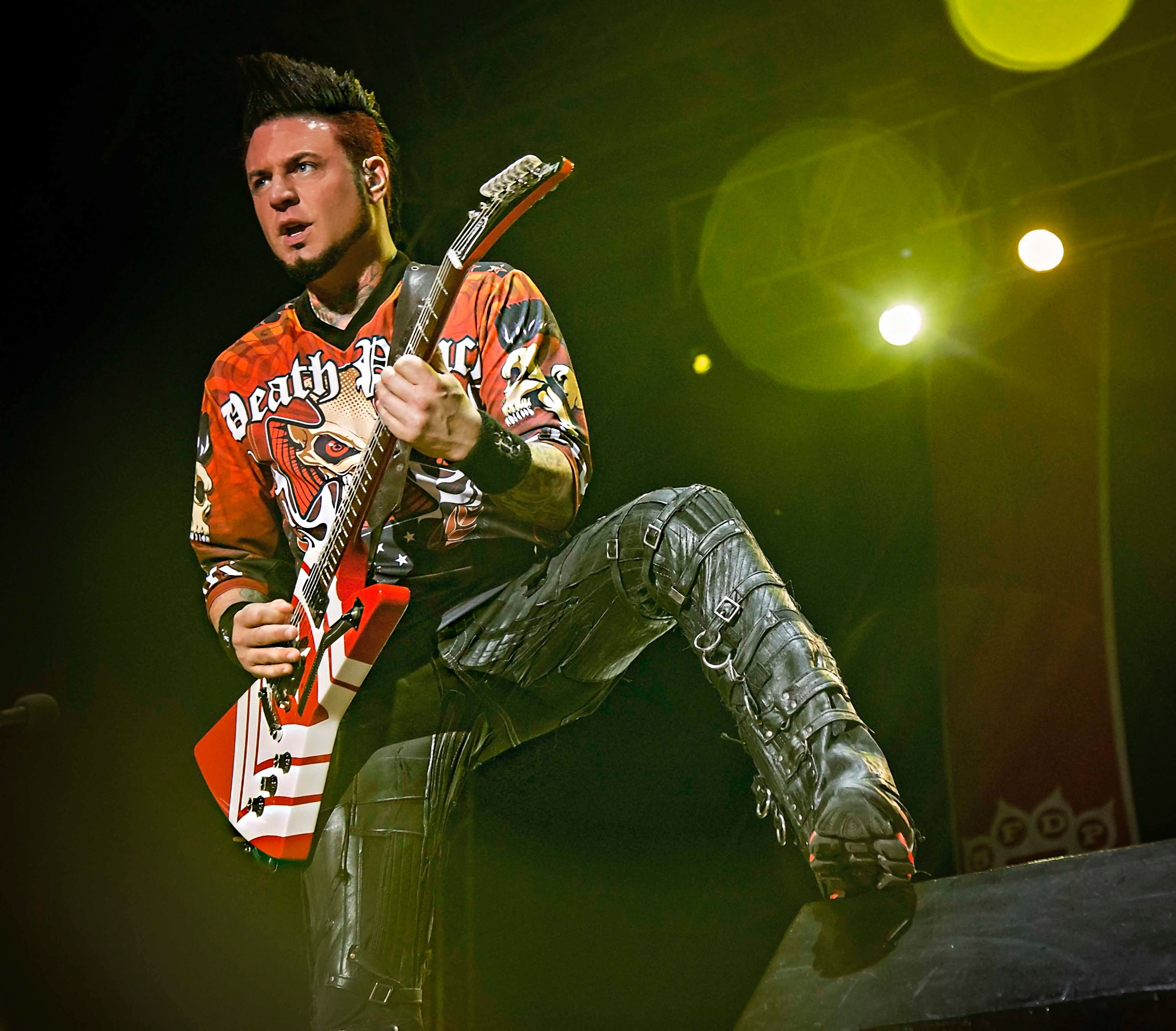
جيسون هوك الذي حل محل عازف الجيتار داريل روبرتس في عام 2009

وبحلول نهاية عام 2006 كانت الفرقة قد سجلت ألبومهم الأول من ثنائية الجانب الخاطئ من الجنة والجانب الصالح من الجحيم الذي أنتجته الفرقة ذاتيًا بالكامل، سجل الألبوم للفريق كل من ستيفو شوتجن برونو، ومايك ساركيسيان، وأجرى عملية خلط الصوت عازف الجيتار لوجان ميدر.
كانت الفرقة بحاجة إلى عازف جيتار ثان، فضموا كاليب بينغهام الذي قدم بعض العروض مع الفرقة، ثم استبدل لاحقًا بداريل روبرتس. وقعت الفرقة بعد وقت قصير من تسجيل الألبوم عقدًا مع شركة فيرم ميوزك وهي أحد فروع شركة فيرم.
وفي 10 يوليو 2007 أطلقت الفرقة ألبوم بريإمبتيف الفصير حصريًا على موقع أيتونز الأمريكي. وقد صدرت الأغنية الرئيسية للألبوم «ذا بليدنج» في 13 يوليو 2007. ثم صدر ألبوم «طريق القبضة» في 31 يوليو 2007، وصنف الألبوم في المرتبة 199 ضمن قائمة إلى بيلبورد 200، وحصل على درع ذهبي في عام 2011.
قامت الفرقة بأول جولة حفلات رئيسية لها ما بين 30 يوليو و2 سبتمبر 2007 بمصاحبة فرقة كومز الأمريكية لموسيقى الهيفي ميتال، ثم أعقب ذلك قيامها بجولة حفلات أخرى من 22 سبتمبر وحتى 27 أكتوبر 2007. وكان من المقرر أن تقوم الفرقة بجولة مع فرقة شيماريا وفرقة أول ذات ريمينز من يناير وحتى مارس من عام 2008، ولكنها اضطرت للانسحاب بسبب مرض مغني الفرقة إيفان مودي. عادت الفرقة لاستكمال جولاتها وقاموا بجولة حفلات جديدة في أنحاء أمريكا من أبريل وحتى مايو 2008 بعد أن تعافى مودي تمامًا.
أعيد إصدار ألبوم طريق القبضة في 13 مايو 2008 مع إضافة ثلاث أغنيات جديدة، وصدرت إحدى هذه الأغاني الإضافية بعنوان «ليس كافيًا أبدًا» في 15 يوليو 2008. شاركت الفرقة في مهرجان مايهم في عام 2008 على مسرح جيغرمايزستر. ثم صدرت الأغنية الثالثة الإضافية من ألبوم طريق القبضة في 17 سبتمبر 2008 والتي حملت اسم «أغرب من الخيال». بدأت شركة سباينفارم في توزيع ألبوم طريق القبضة في كندا في 4 نوفمبر 2008، وفي أوروبا في 19 يناير 2009. ترددت شائعات في يناير 2009 عن طرد عضو الفرقة داريل روبرتس، ثم تأكد الانقسام بعد بضعة أيام، واستبدل روبرتس بعازف الجيتار جيسون هوك. أنهت الفرقة العمل على ألبومها الأول وقامت بعزفه على المسرح الرئيسي في مهرجان داونلود لعام 2009.

### ما بين عامي 2009-2010

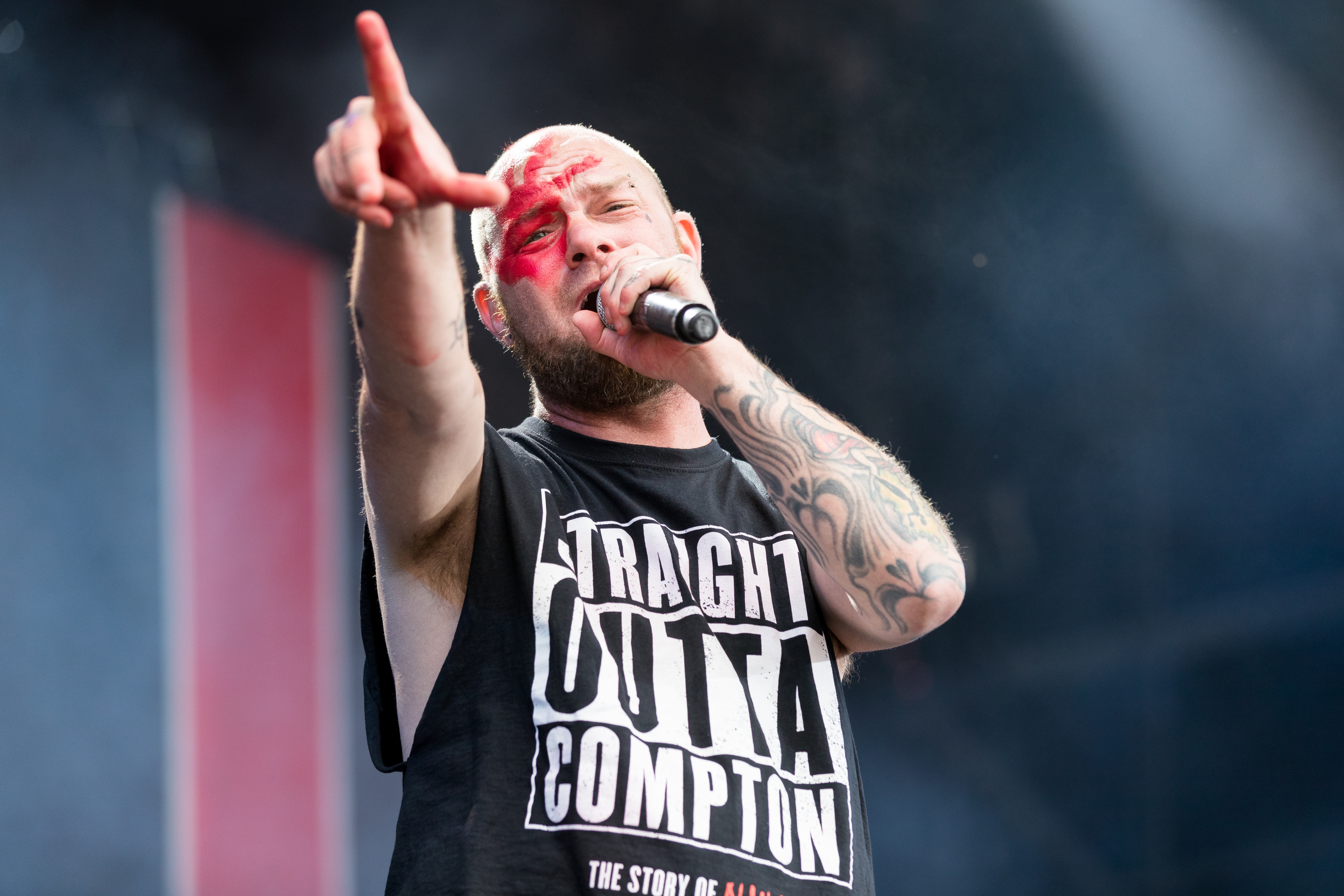
إيفان مودي مغني الفرقة في عام 2017

أعلنت فرقة فايف فينجر ديث بانش في مايو 2009 عن إصدار ألبومها الثاني الذي حمل اسم الرد هو الحرب. كان الألبوم من إنتاج كيفن تشوركو وأجرى له الخلط الصوتي راندي ستوب.
جاء الألبوم في المركز السابع ضمن قائمة بيلبورد 200، وحصل على الدرع البلاتيني من جمعية صناعة التسجيلات الأمريكية. صدرت أولى أغنيات الألبوم بعنوان «يصعب رؤيتها» في 21 يوليو 2009. وقامت الفرقة بجولة أمريكية للترويج للألبوم بدعم من شركات شادوز فول، وأوتيب، وتوسينتس، ثم سافرت الفرقة بعد ذلك إلى أوروبا في جولة للترويج للألبوم اختتمت بسلسلة من الحفلات في المملكة المتحدة.
أصدرت الفرقة ثاني أغاني ألبوم الرد هو الحرب في 2 نوفمبر 2009. كما ضم الألبوم أيضًا أغنيتين منفردين فقط تم إنتاجهما في المملكة المتحدة هما «سلالة الموت» التي صدرت في 16 نوفمبر 2009، و«لا نترك أحدًا خلفنا» التي صدرت في 8 مارس 2010. سافرت الفرقة إلى العراق خلال مارس 2010، وقدمت 10 عروض للقوات الأمريكية هناك. أصدرت الفرقة خامس أغنيات الألبوم بعنوان «شركة سيئة» في 17 مايو 2010.
اعتقلت الشرطة الألمانية عضوي الفرقة مات سنيل وجيريمي سبنسر وهما في طريقهما لتقديم عروض في حفلات روك أم رينج أند روك إم بارك بسبب انتهاكات تعلقت بحمل للأسلحة، ثم أطلق سراحهما بعد أن تضح للشرطة أن ما حدث كان مجرد سوء فهم ليظهروا بعد ذلك في كل من حفل روك إم بارك في 4 يونيو 2010، وروك أم رينج في 6 يونيو 2010.
شاركت الفرقة في مهرجان داونلود 2010 في 12 يونيو 2010، أثناء لعب أغنية «سلالة الموت» اضطروا إلى التوقف بسبب كثرة تزاحم الجمهور على المسرح، ثم سُمح لهم بلعب أغنية ذا بليدنج كأغنية أخيرة. عزفت الفرقة أغانيها على المسرح الرئيسي في مهرجان مايهم عام 2010 مع الفرق الموسيقية «كوم» و«بوب زومبي» و«لامب أوف جاد» من 10 يوليو حتى 14 أغسطس 2010. في 17 أغسطس 2010 قاموا بأداء أغنيتي «شركة سيئة» و «يصعب رؤيتها» في برنامج إي بي سي جيمي كمل لايف.
أصدرت الفرقة في 16 سبتمبر 2010 سادس أغنيات ألبوم الرد هو الحرب والتي حملت اسم «بعيدًا عن الوطن». دعمت الفرقة جولة فرقة جادسماك مما بين 3 أكتوبر - 4 نوفمبر 2010. وظهرت أغنية «سلالة الموت» كخلفية موسيقية لألعاب نامكو بانداي النسخة الجديدة من لعبة سبليترهاوس، والتي صدرت في 23 نوفمبر 2010.

### ما بين عامي 2010-2012

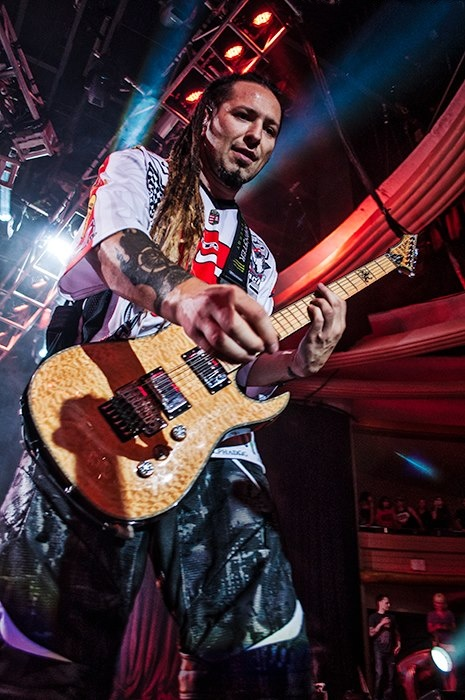
زولتان باثوري في عام 2012

بدأت الفرقة في تسجيل ألبومها الثالث في نوفمبر 2010 في استوديوهات ذا هايد اوت في مدينة لاس فيجاس بولاية نيفادا. ترك باسست مات سنيل الفرقة في ديسمبر 2010، وفي يونيو 2011 ضمت الفرقة كريس كايل كبديل لسنيل.
صدر الألبوم الثالث للفرقة بعنوان «رأسمالي أمريكي» في 11 أكتوبر 2011 من إنتاج كيفن تشوركو. وصدرت أولى أغاني الألبوم بعنوان «أسفلها وأعلاها» في 27 يوليو 2011، ثم شرعت الفرقة في بدأ جولة ن 16 أكتوبر إلى 14 ديسمبر 2011 لترويج الألبوم بمساندة فرق «أول ذات ريمينز» و«هيتبريد» و«رينز» بعد نشر مقطع فيديو موسيقي في سبتمبر 2011. قامت الفرقة بجولة أخرى من 23 مارس إلى 12 أبريل 2012 مع فرق سولفلاي، وويندوبين، وبيزيست.
أضيفت أغنية «باك فور مور» كموسيقى تصويرية إلى لعبة الفيديو مادن إن إف إل 12. كانت «باك فور مور» قد صدرت كأغنية رقمية في 13 سبتمبر 2011. صدرت ثاني أغنيات ألبوم رأسمالي أمريكي بعنوان «تذكر كل شيء» في نوفمبر 2011، تبعها إصدار مقطع فيديو موسيقي للأغنية في فبراير 2012. ثم صدرت ثالث أغنيات الألبوم بعنوان «كامنج داون» في أبريل 2012، والتي تم تصويرها بعد ذلك من إخراج نيك بيترسون في يونيو 2012. حازت الأغنية أيضًا على جائزة إندبندنت ميوزيك في عام 2013 كأفضل أغنية ميتال / هاردكور.
شاركت الفرقة من 13 يوليو إلى 28 أغسطس 2012 في مهرجان تريسباس أمريكا لموسيقى الميتال هامر مع فرق باتلكروس وجاد فوربيد، وإميور، وبوب إيفل، وكيلسويتش إنجيج.

### ما بين عامي 2013-2014

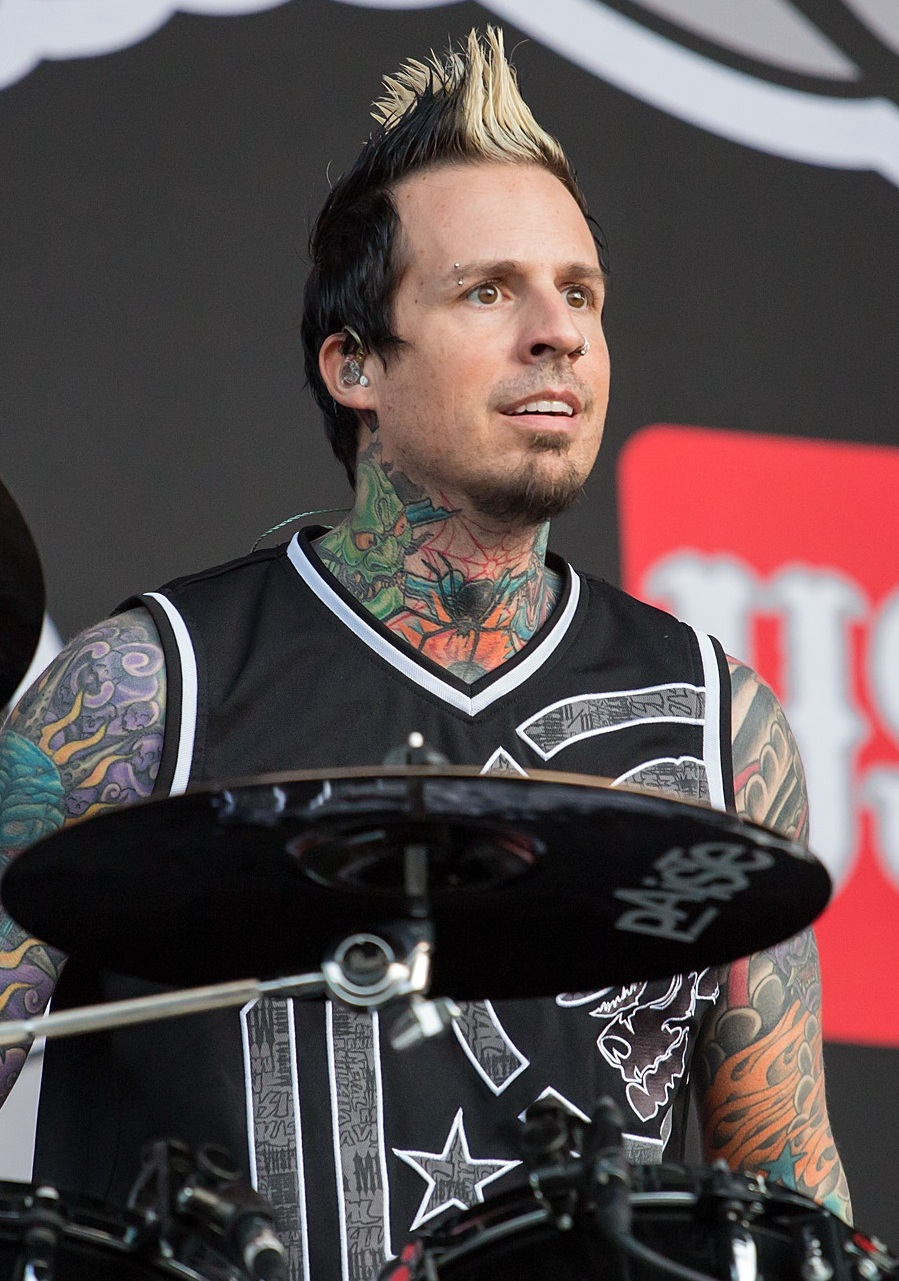
جيريمي سبنسر في عام 2014

صرحت فرقة فايف فينجر ديث بانش عبر موقع التواصل الاجتماعي فيسبوك في 15 فبراير 2013 أنهم بصدد إصدار ألبومهم الرابع. ثم نشرت الفرقة على فيسبوك في 28 فبراير من نفس العام صورة لإيفان مودي مغني الفرقة أثناء تسجيل إحدى أغانى الألبوم، تلاها نشر مقطع فيديو لتحضيرات الألبوم على موقع يوتيوب في 12 مارس. أُعلنت الفرقة في 18 مارس من نفس العام عن مشاركتها في مهرجان مايهم 2013، وفي 18 مارس نشرت الفرقة مقطع فيديو ترويجي لجولتها التالية بأغنية جديدة «هنا للموت».
أعلنت الفرقة في 1 مايو 2013 عن موعد إصدار ألبومي الاستوديو التاليين معًا بعنوان الجانب الخاطئ من الجنة، والجانب الصالح من الجحيم، مع إصدار المجلد الأول في 30 يوليو 2013، ثم المجلد الثاني في 19 نوفمبر 2013. قدمت الفرقة خلال الحفل السنوي الخامس لجوائز الآلهة الذهبية أغنية جديدة بمصاحبة عضو فرقة «جوداس بريست» روب هالفورد بعنوان «ليت مي أب»، والتي صدرت فيما بعد كأغنية منفردة في 14 مايو.
أصدرت الفرقة في 6 يونيو 2013 المجلد الأول مع مقتطف من أغنية «دوت يور أيز». حصل المجلد الأول على المركز الثاني ضمن قائمة بيلبورد 200 وبيع منه حوالي 113000 نسخة في أسبوعه الأول فقط، مما جعله أنجح ظهور للفرقة حتى الآن. كما باع الألبوم ما يزيد عن 210,000 نسخة منذ أغسطس 2013.
أصدرت الفرقة في 9 سبتمبر 2013 أغنية منفردة جديدة بعنوان «ولدت المعركة» كإعلان عن صدور ألبوم المجلد الثاني من الجانب الخاطئ من الجنة والجانب الصالح من الجحيم. باع الألبوم 77000 نسخة في أسبوعه الأول فقط، وجاء في المركز الثاني في قائمة بيلبورد 200.
أصدرت الفرقة في 11 أغسطس 2014 مقطع فيديو لأغنية «الجانب الخاطئ من الجنة»، وتدور قصة الفيديو حول قدامى المحاربين المشردين الذين يعانون من اضطراب ما بعد الصدمة وإصابات الدماغ والاكتئاب بعد الخدمة في الجيش مع عدم تلقيهم المساعدة التي يحتاجونها لأمراضهم.

### ما بين عامي 2015-2016
كشف أعضاء فرقة فايف فينجر ديث بانش في 12 ديسمبر 2013 في مقابلة إذاعية أنهم بصدد العمل على ألبوم استوديو سادس. وفي 14 يناير 2015 أعلن الفريق عن موعد جولة حفلات الربيع الأمريكية الرئيسية ما بين 25 أبريل و9 مايو 2015 كما صرحوا عن عزمهم على دخول الاستوديو لكتابة وتسجيل ألبوم جديد.
ثم كشفت الفرقة في 2 مايو 2015 عن عنوان ألبومها السادس «جوت يور 6» وأطلقت إعلانًا تشويقيًا لأغنية جديدة من أغنيات الألبوم بعنوان «ليست رقصتي الأخيرة» على صفحتهم الرسمية على موقع فيسبوك. كان من المقرر طرح الألبوم السادس في 28 أغسطس 2015، ولك تأجل طرحه إلى 4 سبتمبر من نفس العام بسبب ظروف الإنتاج.
أعلنت الفرقة في 19 مايو 2015 عن جولة حفلات مشتركة لها في أمريكا الشمالية مع فرقة بابا روتش للترويج للألبوم الجديد، كما رافقها أعضاء فرقة إن زيس مومنت كضيوف خاصين. قدمت الفرقة أيضًا عروضها على المسرح الرئيسي كجزء من مهرجان داونلود 2015.

### ما بين عامي 2016-2019

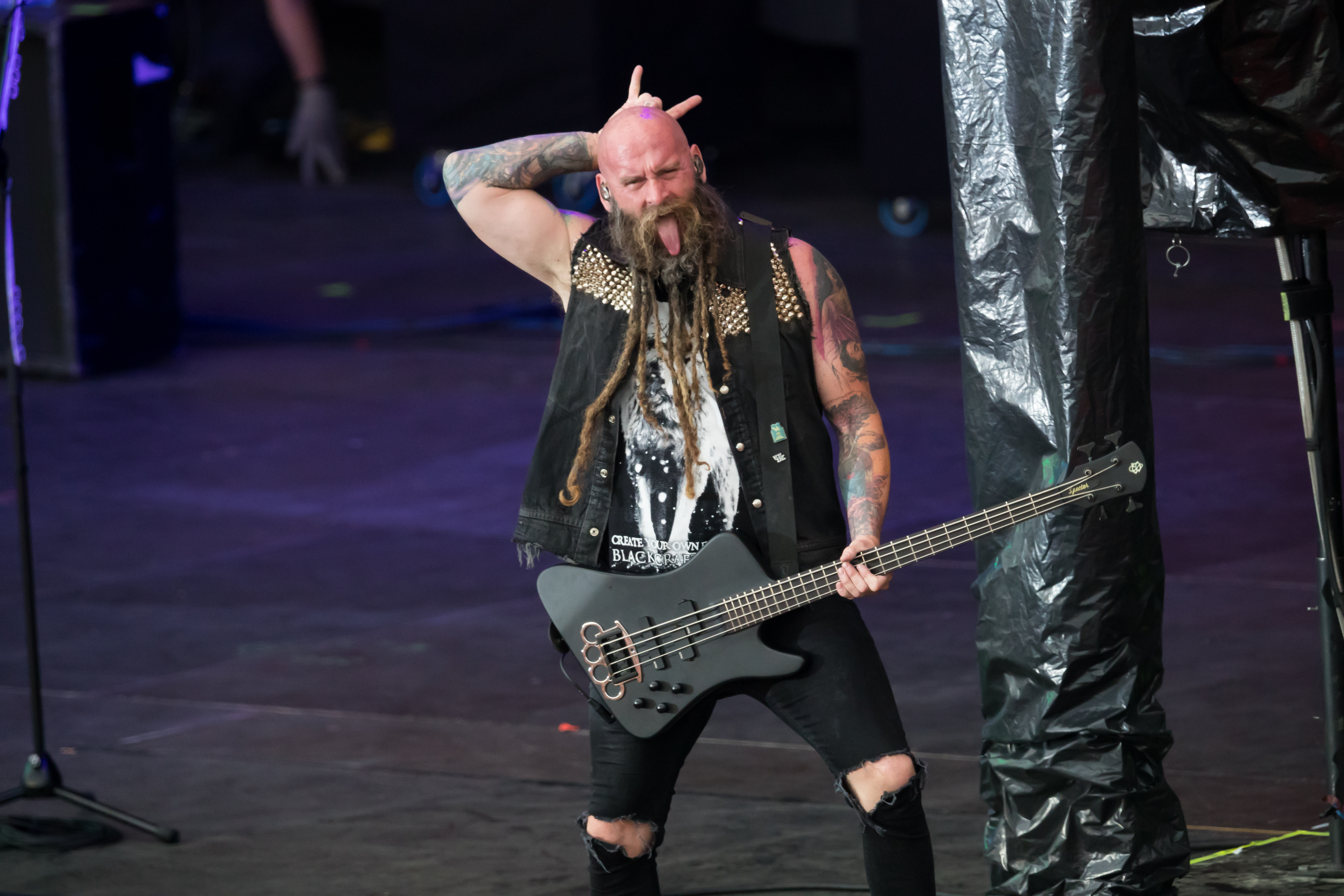
كريس كايل في عام 2017

رفعت شركة بروسبكت بارك المتعاقدة مع فرقة فايف فنجر ديث بانش دعوى قضائية ضد الفرقة في 21 أبريل 2016 لخرقهم عقدهم معها بحسب ما نشرته شبكة بيلبورد. يشير الادعاء إلى أن الفرقة بدأت العمل على ألبوم جديد من إنتاج شركة رايز ريكوردس دون موافقة شركة بروسبكت بارك. صرح مغني الفرقة المنشد إيفان مودي بعد ذلك إنه سينهي جولة حفلات الفرقة الحالية وسيترك الفرقة في نهاية عام 2017. لكن في اليوم التالي، نشرت الفرقة عبر الموقع الرسمي لها على شبكة الإنترنت بيانًا نفت فيه شائعات رحيل إيفان مودي. وأوضحت أنه يخطط لبدء مشروع جانبي بجانب عمله مع الفرقة مما لا يعني بالضرورة نيته لترك الفريق. إلا أن إيفان مودي لم يحضر بعد ذلك لأداء الأغنية الأولى خلال الحفل الموسيقي للفرقة في هولندا، والتي غناها بدلًا منه تومي فيكست، برر مودي ذلك فيما بعد بإنه كان متأخرا قليلا. كما غنى فيكست أغنية ثانية خلال ذات الحفل بعد أن بينما خرج إيفان مودي من المسرح. غادر جميع أعضاء الفرقة المسرح خلال هذا العرض لفترات طويلة في عدة مناسبات. قال مودي أنه ما مغنٍ آخر للفرقة، ثم عاد ليعلن مرة أخرى في وقتٍ لاحق عن رغبته في ترك الفريق.
أعلنت الفرقة في اليوم التالي للعرض في مدينة تيلبورغ بهولندا عن قيامها بجولة حفلات أوروبية رئيسية في أواخر عام 2017. قام إيفان مودي بعد ذلك بفحص نفسه في مركز إعادة التأهيل وتوقف عن إكمال الجولة، بينما حل تومي فيكست ممحله أثناء فترة تلقيه للعلاج. عاد إيفان مودي إلى الظهور مع الفرقة في 19 أغسطس 2017 خلال معرض ولاية إلينوي، على الرغم من أنه قبل أيام فقط لم يكن معروفًا ما إذا كان سيعود للظهور مع الفرقة أم لا.
أُعلنت الفرقة في ديسمبر 2017 بدأ العمل على ألبومها السابع. ثم صدر الألبوم بعنوان «والعدالة للا أحد» في 18 مايو 2018. أصدرت الفرقة مقطع فيديو لأغنية «ذهب بعيدًا» للمغنية ذا أوف سبرينج التي ظهرت كأغنية الغلاف لألبوم أعظم أغاني الفرقة بعنوان «عقد من الدمار». ثم أصدرت الفرقة في 5 أبريل 2018 أغنية «زائف» كأغنية رئيسية من ألبوم «والعدالة للا أحد»، وفي 20 أبريل 2018 صدرت أغنية ثانية بعنوان «شام بين»، ثم صدر ثالث أغنيات الألبوم واحدة ثالثة بعنوان «عندما تتبدل الفصول» في 4 مايو 2018.
حل تشارلي إنجين محل جيريمي سبنسر في في جولة حفلات خريف 2018 بسبب خضوعه لعملية جراحية في الظهر. وفي 18 ديسمبر أُعلنت الفرقة عن ترك سبنسر للفرقة نهائيًا. ثم أُعلن جيريمي سبنسر في يونيو 2019 أنه قد أدى اليمين كضابط شرطة احتياطي في ولاية إنديانا.
عملت فرقة فايف فينجر ديث بانش أيضًا مع برانتلي جيلبرت، وبرين ماي أوف كوين، وكيني واين شيفرد لإعادة تسجيل نسخة جديدة من أغنية «أزرق على أسود»، بينما ذهبت عائدات بيع نسخ الأغنية لدعم مؤسسة جاري ساينس.

### من عام 2019 وحتى الآن
أصدرت الفرقة في 9 مايو 2019 شريط فيديو تعلن فيه عن أنها بصدد إصدار تسجيل جديد، وصدر الألبوم بعنوان إف إيت في 28 فبراير 2020. وصدرت أغنية الألبوم الرئيسية بعنوان «داخل الخارج» في 2 ديسمبر 2019، ثم صدرت ثاني أغنيات الألبوم بعنوان «معطل قليلًا» في يونيو 2020، وتصدرت الأغنيتان المرتبة الأولى بين أغاني الروك على منصة بيلبورد مينستريم.
أُعلنت الفرقة في 4 فبراير 2020 أن عازف الجيتار جيسون هوك اضطر إلى عدم حضور العروض المتبقية من الجولة الأوروبية بسبب مشاكل صحية، وأن آندي جيمس قد حل محله كعازف جيتار رئيسي لبقية الجولة. وفي 12 أكتوبر 2020 أعلنت الفرقة أن هوك قد ترك الفرقة رسميًا ليحل جيمس محله بشكل دائم.

## النمط الموسيقي
تنتمي موسيقى فرقة فايف فينجر ديث بانش بوجه عام إلى موسيقى الهيفي ميتال، والثراش ميتال، والجروف ميتال، والألترنيتف ميتال، والهارد روك، والنو ميتال، والأرينا روك.
وصف توم جوريك من مجلة أول ميوزك موسيقى فرقة فايف فينجر ديث بانش بأنها موسيقى يمكن التعرف عليها فورًا على الفور من خلال نغمات الجيتار اللحنية ذات الأجزاء المتساوية، والطبقات الثقيلة، والافتتاحيات الجذابة، والمعزوفات المنفردة المبهجة، بالإضافة إلى صوت المغني إيفان مودي المميز الصارخ. كما أصدرت الفرقة أيضًا قصائد قصصية ناجحة.
ويصف باثوري الفرقة بأنها فرقة لموسيقى الهيفي ميتال الصريحة مع بعض لمحات الثراش ميتال، وربما لمحات من الموسيقى الأوروبية. استشهد باثوري بفرق موسيقية تقدم أنواعًا مشابهة من الموسيقى وقد تأثروا بها مثل فرقة بانتيرا، وفرقة فويفود، وفرقة أكسبت، وفرقة و.أ.س.ب، وفرقة ينجوي مالمستين.
ذكر إيفان مودي بعض المطربين الذين تأثرت بهم الفرقة في ألبوماتها الغنائية مثل مايك باتون وفيل أنسيلمو وليين ستالي ولين سترايت. كما قال مودي أن فرقة بانتيرا هي واحدة من أكثر الفرق التي تأثرت بها فايف فينجر ديث بانش. وذكر جيريمي سبنسر بعض عازفي الطبل الذي تأثر بهم مثل لارس أولريش وديف لومباردو وجين هوغلان وديف جرول وبودي ريتش وتومي ألدريدج. كما أوضح سبنسر تأثره بديفيد بوي.

## الأعضاء

### الأعضاء الحاليون
- زولتان باثوري: عازف جيتار إيقاعي (من 2005 وحتى الآن).
- إيفان مودي: مغني رئيسي، وعازف لوحة مفاتيح (من2006 وحتى الآن).
- كريس كايل: عازف باس، ومغني مساند (من 2010 وحتى الآن).
- تشارلي إنجين: عازف درامز (من 2018 وحتى الآن).
- آندي جيمس: عازف جيتار رئيسي، ومغني مساند (من 2020 وحتى الآن).

### أعضاء سابقون
- كاليب أندرو بينغهام: عازف جيتار رئيسي، ومغني مساند (من 2005 وحتى 2006).
- داريل روبرتس: عازف جيتار رئيسي، ومغني مساند (من 2006 وحتى 2009).
- مات سنيل: عازف باس، ومغني مساند (من 2005 وحتى 2010).
- جيريمي سبنسر: عازف طبل (من 2005 وحتى 2018)، ومعني رئيسي، وعازف لوحة مفاتيح (من 2005 وحتى 2006).
- جيسون هوك: عازف جيتار رئيسي، ومغني مساند (من 2009 وحتى 2020).